# That's What People Do
That's What People Do  es un álbum lanzado de manera independiente por la banda de rock Thousand Foot Krutch. Rhyme Animal es el primer y único sencillo de este álbum, lanzado en Canadá. Las canciones tituladas Rhyme Animal, Small Town, Lift It y Set It Off se volvió a grabar en 2000 para el álbum Set It Off y "Rhyme Animal" fue re-titulada "Rhime Animal". Este es el único álbum de TFK no tener vídeos, hasta el registro 2009 Bienvenidos a la Mascarada. Trevor McNevan es el único miembro presente que todavía está en la banda.

## Listado de canciones
1. "Rhyme Animal" - 5:09
2. "Brother John" - 5:48
3. "Small Town" - 6:53
4. "Lift It" - 4:28
5. "Set It Off" - 6:06
6. "Breather" - 3:31
7. "Sweet Unknown" - 4:25
8. "Sunshyne" - 3:38
9. "Moment of the Day" - 4:08
10. "The Alternative Song" - 4:30

## Créditos
- Trevor Mcnevan: Canto, guitarra
- Dave Smith: Guitarra
- Tim Baxter: Bajo
- Christen Harvey: Batería
- Andrew Horrocks: Coproductor

### Línea de tiempo
Línea de tiempo